# Hermanville-sur-Mer
Hermanville-sur-Mer település Franciaországban, Calvados megyében. Lakosainak száma 3263 fő (2022. január 1.). Hermanville-sur-Mer Colleville-Montgomery, Cresserons, Lion-sur-Mer, Mathieu, Périers-sur-le-Dan és Plumetot községekkel határos.

## Népesség
A település népességének változása:
| Lakosok száma | 1160 | 1753 | 2113 | 2692 | 2861 | 3019 | 3110 | 3110 | 3144 | 3263 |
|               | 1968 | 1982 | 1990 | 2006 | 2013 | 2015 | 2017 | 2019 | 2020 | 2022 |